# Павило (Тренто)
Павило је насеље у Италији у округу Тренто, региону Трентино-Јужни Тирол.
Према процени из 2011. у насељу је живело 321 становника. Насеље се налази на надморској висини од 643 м.